# Jocelyne LaGarde
Jocelyne Bredin LaGarde (24 de abril de 1924 – 12 de setembro de 1979) foi uma atriz nativa taitiana que se tornou famosa por seu primeiro e único papel como atriz no filme de 1966, Hawaii, pelo qual foi indicada ao Oscar de Melhor Atriz Coadjuvante.

## Biografia
O filme Hawaii foi um drama de grande orçamento baseado no romance best-seller homônimo de James A. Michener, que conta a história de missionários brancos do século 19 que levaram o cristianismo aos nativos da ilha. LaGarde era uma mulher da Polinésia que se encaixava perfeitamente nos atributos físicos de uma personagem importante do filme. Embora ela nunca tivesse atuado antes e não soubesse falar inglês (falando apenas taitiano e francês fluentemente), ela foi contratada pela Mirisch Productions e recebeu um treinador que lhe ensinou inglês suficiente para lidar com o diálogo de sua personagem.
Como "Rainha Malama Kanakoa, Aliʻi Nui do Havaí", a personalidade e a beleza facial de LaGarde, combinadas com uma estrutura relatada de 140 kg (300 libras), trouxeram uma presença imponente à tela. Cercada por um elenco de estrelas de Hollywood, ela roubou a cena não apenas do público, mas também dos profissionais da indústria cinematográfica. A Academia de Artes e Ciências Cinematográficas a indicou ao Oscar de Melhor Atriz Coadjuvante, a única do elenco do filme assim indicada. Ela foi a primeira polinésia e a primeira indígena indicada ao Oscar. LaGarde continua sendo até hoje o único ator indicado ao Oscar por sua única aparição no cinema. Vários outros atores foram indicados, alguns com sucesso, por suas atuações em filmes de estreia, mas todos eles fizeram outros filmes. A Associação de Imprensa Estrangeira de Hollywood elegeu-a vencedora do Globo de Ouro de Melhor Atriz Coadjuvante. Hawaii foi o único papel de LaGarde. Em 1972, ela viajou de volta para Honolulu para receber tratamento médico para complicações de diabetes que resultaram na amputação de um pé. Ela morreu em sua casa em Papeete, Taiti aos 55 anos, em 12 de setembro de 1979, sem causa de morte relatada.